# جوشوا موسلي
جوشوا موسلي (بالإنجليزية: Joshua Mosley)‏ هو فنان أمريكي، ولد في 1974.